# Cruz Azul Oaxaca
Cruz Azul Oaxaca – meksykański klub piłkarski z siedzibą w mieście Oaxaca, w stanie Oaxaca, działający w latach 2003–2006.

## Historia
Klub powstał po sezonie 2002/2003, kiedy to drużyna Cruz Azul Hidalgo – drugoligowa filia zespołu Cruz Azul – po słabym sezonie została przeniesiona do miasta Oaxaca i zmieniła nazwę na Cruz Azul Oaxaca. Przez cały, trzyletni czas swojego istnienia, ekipa występowała w drugiej lidze meksykańskiej, pełniła funkcję rezerw pierwszoligowego Cruz Azul, a jej skład tworzyli w decydującej większości młodzi zawodnicy, niemieszczący się w seniorskim składzie Cruz Azul. Najlepszym strzelcem w historii klubu był Argentyńczyk Rubén Gigena, który w jego barwach wpisywał się na listę strzelców 46 razy i w sezonie Clausura 2005 został królem strzelców drugiej ligi. Pół roku później, podczas jesiennej fazy Apertura 2005, drużyna wywalczyła największy sukces w historii, kiedy to dotarła do dwumeczu finałowego rozgrywek ligowych, przegrywając w nim jednak łącznym wynikiem 1:2 (1:1, 0:1) z Pueblą. Zespół został rozwiązany po sezonie 2005/2006, kiedy to władze Cruz Azul postanowiły ponownie wystawić do rozgrywek drugiej ligi Cruz Azul Hidalgo.